# Nihawand
Nihawand (Nahavand, Nehavand o Nihavand, farsi: نهاوند Nahâvand; altres variants del nom: Nahavend, Nahawand, Nahaavand, Nehavend, i antigament Mah-Nahavand) és una ciutat de l'Iran a la província de Hamadan al sud de la ciutat d'Hamadan, a l'est de Malayer i al nord-oest de Borujerd (Burudjird), a la zona de les muntanyes Zagros a l'antic Djibal. Es troba a la riba del Gamasab, que ve del sud-est des de Borujerd i gira allí cap a l'oest anant a Bisutun. És una de les ciutats més antigues de l'Iran. Els selèucides la van anomenar Laodikea o Laodicea de Mèdia o de Persis i després del 540 Antioquia de Pèrsia, Antioquia de Còsroes (Αντιόχεια του Χοσρόη), Antioquia de Mèdia (Αντιόχεια της Μηδίας), Nemavand i Niphaunda. La seva població estimada el 2005 era de 77.206 habitants

## Història
L'excavació arqueològica francesa de 1931 dirigida per Conteneau, va demostrar el poblament de la zona des de l'època prehistòrica. S'hi van trobar ceràmiques d'estil I-bis, més antigues que les dels estils I i II de Susa. Hauria estat fundada per Darios el Gran al mateix temps que altres ciutats de Mèdia. Xerxes I l'hauria refundat i més tard Seleuc I Nicàtor. Claudi Ptolemeu esmenta la ciutat com Nemavand. Sota els sassànides fou el centre del feu de la família Karin i tenia un temple de foc. Unes roques properes tenien forma de brau i de peix el que va donar nom al riu Gamasab (que vol dir "Aigua del Brau i el Peix" del persa antic "Gaw-masi-ab). Amb Còsroes I fou el centre de l'imperi. Després del saqueig d'Antioquia de l'Orontes, el rei persa va rebatejar la ciutat com a Antioquia.
El 642 fou el lloc de la batalla de Nihawand que va completar la caiguda de l'Imperi Sassànida i la conquesta àrab. A l'èpcoa mongola s'esmenten com a districtes de Nihawand els cantons de Malayir (moderna Dawlat-abad), Isfidhan (Isbidhahan) i Djahuk. Sota domini àrab va rebre el nom de Mah-Bahradhan o Mah-Dinar però com que va passar als bassorians finalment va ser anomenada Mah al-Basra (La Mèdia de Bassòra).
No va tenir paper a ressenyar a la història fins al segle xvi quan és esmentada sovint a les lluites entre otomans i safàvides. El 1589 un visir otomà hi va construir una fortalesa. A la mort de Murat III (gener de 1695) la guarnició turca es va amotinar i la població xiïta va aprofitar per expulsar els otomans. Això fou una de les causes que va portar a la represa de la guerra el 1603. Els otomans la van recuperar i va restar a les seves mans fins que Nadir Shah la va conquerir la primavera del 1730.
El 1960 tenia 26.452 habitants (el comtat del mateix nom tenia aleshores 79.000 habitants) i formava part de la província de Kurdistan.
Natiu de la ciutat fou el jueu Benjamí Nahawandi, clau en el desenvolupament del judaisme karaita, i l'astrònom del segle VIII Ahmad Nahawandi. La ciutat dona nom al mode musical (magam) anomenat Nahwand, propi dels àrabs, perses i turcs.